# Eugenia nazista
Eugenia nazista foi a política social racial da Alemanha Nazista que posicionou no centro dos interesses do governo a melhoria da raça ariana através da eugenia (ver: arianização). Os alvos foram os indivíduos  marcados como "indignos de viver", como criminosos, degenerados, dissidentes, deficientes mentais, homossexuais, vadios, insanos e fracos, que deveriam ser eliminados da cadeia de hereditariedade. Mais de 400 mil pessoas foram esterilizadas, enquanto 70 mil foram mortas pelo programa Aktion T4.

## As opiniões de Hitler sobre a eugenia
Adolf Hitler leu sobre higiene racial durante sua prisão na prisão de Landsberg.
Hitler acreditava que a nação havia se tornado fraca, corrompida por disgênicos, a infusão de elementos degenerados em sua corrente sanguínea.
O racialismo e a ideia de competição, denominados darwinismo social em 1944, foram discutidos por cientistas europeus e também na imprensa de Viena durante os anos 1920. De onde Hitler pegou as ideias é incerto. A teoria da evolução era geralmente aceita na Alemanha na época, mas esse tipo de extremismo era raro. 

Em seu segundo livro , que não foi publicado durante a era nazista, Hitler elogiou Esparta (usando ideias talvez emprestadas de Ernst Haeckel), acrescentando que considerava Esparta como o primeiro "Estado Völkisch". Ele endossou o que percebeu ser um tratamento eugênico inicial de crianças deformadas:
Esparta deve ser considerada o primeiro Estado Völkisch. A exposição das crianças doentes, fracas, deformadas, enfim, sua destruição, foi mais decente e na verdade mil vezes mais humana do que a miserável insanidade de nossos dias que preserva o assunto mais patológico, e na verdade a qualquer preço, mas tira a vida de cem mil crianças saudáveis em consequência do controle da natalidade ou por meio de abortos, para posteriormente criar uma raça de degenerados sobrecarregados de doenças.